# 桜井芽衣の作り方
『桜井芽衣の作り方』（さくらいめいのつくりかた）は、フクシマハルカによる日本の漫画作品。『ベツコミ』（小学館）にて、2017年7月号より2018年9月号まで連載された。
階段から落ちたことにより、初恋相手の女の子と身体が入れ替わってしまう少年の物語で、広島県尾道市を舞台としている。作者のフクシマハルカは今まで、自身の漫画の舞台としている場所を明言してこなかったが、今回は担当編集者が「尾道が舞台」と宣伝したため、舞台が明言されている。フクシマが以前尾道を訪れ、蜜柑を買いそびれた話を担当にした際に、取材で行けばいいと言われ、尾道が舞台になった。

## あらすじ
主人公・龍虎は高校入学を機に、東京から小学5年生まで住んでいた尾道に戻ってきた。その目的は、小学生のころから好きだった桜井芽衣に告白するため。入学式の日の登校中に、龍虎は階段から落ちそうな地味で眼鏡の女子を助ける。その時は関わらない方が良いと思っていたが、この地味な女子こそが桜井芽衣だった。倒れた芽衣を龍虎がおんぶして家に送る途中、下ろして欲しいと芽衣が暴れたため、共に階段から落ちてしまい、その拍子に2人の身体が入れ替わってしまう。芽衣に告白した龍虎だが、嫌いですときっぱり言われる。芽衣には好きな人がおり、それは担任の小池先生だと知る。
同じスマホゲームをプレイしていることがきっかけで、龍虎は余河内と仲良くなる。急に仲良くなった2人に芽衣がヤキモチをやいたことがきっかけで、龍虎と芽衣の間では秘密は禁止になった。
ある日、龍虎は嫌がらせをされるようになる。水を被せられたところを小池先生に庇われるが、その際に告白されそうになり、逃げる。
小池先生と「転校生」の聖地巡礼をしたことがきっかけで、芽衣は「聖地巡礼部」を作った。その申請の際に龍虎は、小池先生から芽衣が眼鏡をかけていたのは、小学生のころのトラウマのせいだと聞かされる。体育の授業で持久走をしながら考えごとをしていたら、龍虎は車に轢かれそうになってしまい、芽衣が庇って倒れこんでしまう。

## 登場人物
中村 龍虎（なかむら りゅうこ）
主人公。芽衣が初恋で、小学生のころから5年間想い続けている。小学5年生まで尾道に住んでいたが、親の転勤で東京に引っ越し、高校入学を機に1人で戻ってきた。金髪だが、ヤンキーではない（東京では黒髪だった）。クラスは1年B組。
小学生のころ、遠足で野球の試合を見に行って以来、広島カープのファン。校則違反だが、学ランの下にパーカーを着るのは譲れない。
余河内の紹介で、アイス屋でアルバイトを始める。
上履きを隠されたり、ノートを破られるより、スマートフォンの画面を割られることが一番ショック。小学生のころ、芽衣に「ブス」と言ったことを忘れていた。
桜井 芽衣（さくらい めい）
地味で眼鏡。龍虎が東京に転校するまでは、普通の格好をしていた。髪はサラサラで、腰くらいまで伸びている。地味にしなければ、他の男子が注目するほどの可愛さ。1年B組で、龍虎とは席が離れている。
龍虎の身体をお姫様抱っこ出来る腕力の持ち主。小学生のころから、運動神経が抜群。英語の発音が綺麗。足を見せたくないからスカートの下は黒タイツを履く、というこだわりがある。小池先生が教育実習をしていた時に、眼鏡を貰った。
小池先生（こいけせんせい）
1年B組の担任。担当教科は英語。普段は服で隠れているが、鍛えられた身体をしている。映画の「転校生」が好きで、DVDも持っている。他の尾道を舞台にした映画やドラマやアニメも集めている。
2年前、芽衣の通っていた中学校で教育実習をしていた。
余河内（よごうち）
1年B組で、芽衣の前の席。龍虎とスマホゲームで意気投合する。彼女の誕生日プレゼントの購入資金を稼ぐために、アルバイトをしている。龍虎の恋愛相談相手。
横川 ニノ（よこかわ ニノ）
余河内の彼女。中学校の卒業式に余河内に告白し、交際中。龍虎と余河内の仲の良さに不安になり、嫌がらせをする。ニノの話に共感した龍虎と連絡先を交換した。余河内とクラスが違うため、休み時間に龍虎たちの教室に来ている。
勇気（ゆうき）、亮（りょう）、敦士（あつし）
小学時代、龍虎と芽衣を加えた5人でいつも遊んでいた。工業高校に通っている。
店長
龍虎と余河内が働いているアイス屋の店長。アイスと可愛い女の子が好き。
栗原（くりはら）
毎日弁当を自分で作っている。調理実習で作ったクッキーを小池先生に渡そうとして断られる。
木山（きやま）
スイーツ巡りが趣味。調理実習で作ったクッキーを小池先生に渡そうとして断られる。

## 書誌情報
- フクシマハルカ『桜井芽衣の作り方』小学館〈ベツコミフラワーコミックス〉全3巻
  1. 2017年11月24日発売[3][4]、『ベツコミ』2017年7月号 - 11月号、ISBN 978-4-09-139719-5
  2. 2018年5月25日発売[5]、『ベツコミ』2017年12月号 - 2018年4月号、ISBN 978-4-09-870100-1
  3. 2018年11月26日発売[6]、『ベツコミ』2018年5月号 - 9月号、ISBN 978-4-09-870233-6